# Cymatura mechowi
Cymatura mechowi es una especie de escarabajo longicornio del género Cymatura, tribu Xylorhizini, subfamilia Lamiinae. Fue descrita científicamente por Quedenfeldt en 1881.

## Descripción
Mide 16-27 milímetros de longitud.

## Distribución
Se distribuye por Angola, Malaui, Mozambique y Tanzania.